# Luís de Camões
Luís Vaz de Camões (Lissabon, ca. 1524 — aldaar, 10 juni 1580) wordt beschouwd als Portugals grootste dichter.

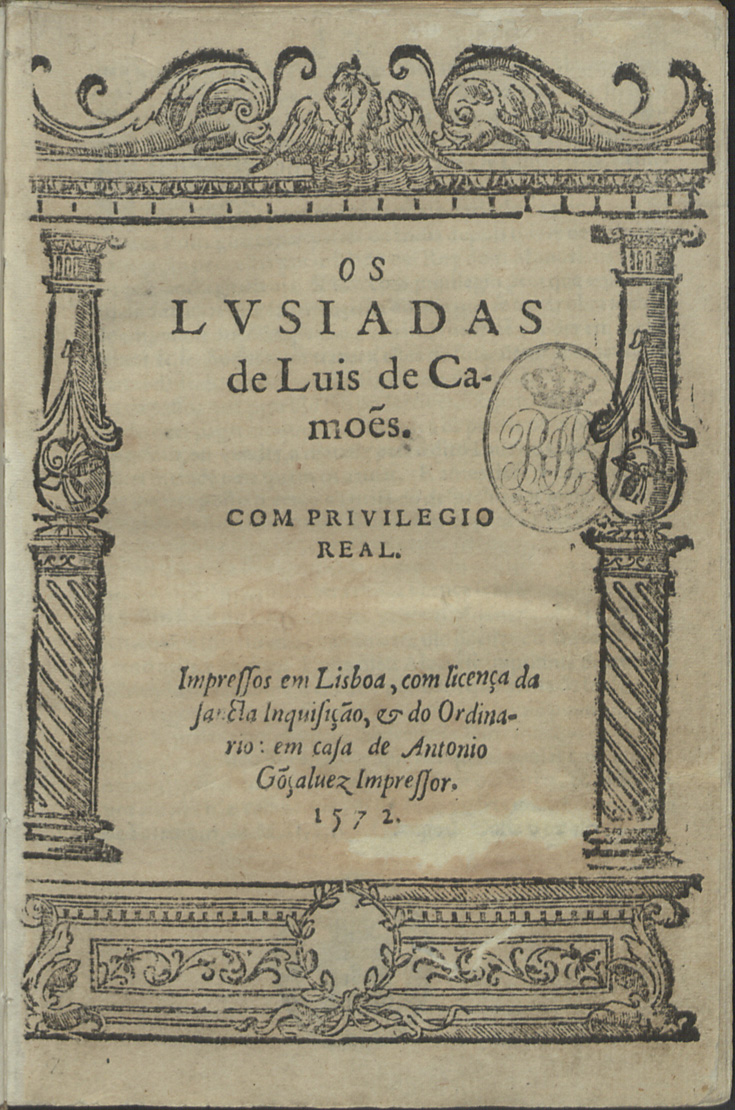
Titelpagina van Os Lusíadas (eerste druk, 1572).

Hij schreef lyrische gedichten en toneelstukken, maar is vooral bekend van zijn berijmde heldenepos De Lusiaden (Os Lusíadas in het Portugees, wat zoveel betekent als 'de Portugezen'). Hierin bezingt Camões de roem van de Portugezen, in het bijzonder die van de ontdekkingsreiziger Vasco da Gama (eerste druk: 1572).
Het epos wordt beschouwd als een hoogtepunt van de Europese Renaissanceliteratuur en als het nationale heldendicht van Portugal. Het Portugees kan zelfs worden aangeduid als de 'taal van Camões'. Zijn sterfdag, 10 juni, is de nationale feestdag van Portugal en wordt door Portugezen gevierd als Portugal-dag.

## Levensloop
Slechts weinig feiten uit het leven van Camões zijn met zekerheid vast te stellen aan de hand van historische bronnen. Zijn eerste biografie, van Diogo de Couto rond 1600, is een mengeling van feiten en verhalen die maar moeilijk te scheiden zijn. Zijn biografie is door onderzoekers in de 19e en 20e eeuw zo goed mogelijk gereconstrueerd op basis van de weinige bronnen en zijn eigen geschriften.
Luís Vaz de Camões was het enige kind van Simão Vaz de Camões en Ana de Sá de Macedo, die behoorden tot de lagere adel. Hij werd onderwezen door dominicanen en jezuïeten en volgde waarschijnlijk korte tijd colleges aan de universiteit van Coimbra. Hij kon Latijn en Italiaans lezen en schreef tevens gedichten in het Spaans.
Volgens geruchten werd hij verliefd op Catherine van Ataíde, hofdame van de koningin, en op prinses Maria, de zus van Johan III van Portugal. In 1548 werd hij verbannen uit Lissabon. In 1549 ging hij als soldaat mee naar Ceuta (Marokko). Tijdens een veldslag met de Moren verloor hij het zicht in zijn rechter oog. In 1551 keerde hij naar Lissabon terug en leefde er een vrij en ongeregeld bestaan als bohemien.
In 1552 belandde hij in de gevangenis, nadat hij Gonçalo Borges had verwond. Zijn moeder smeekte om zijn vrijlating bij onder meer leden van de familie Borges. Na zijn vrijlating kreeg Camões een boete van 4.000 real en moest hij drie jaar als soldaat dienen in de Oost.

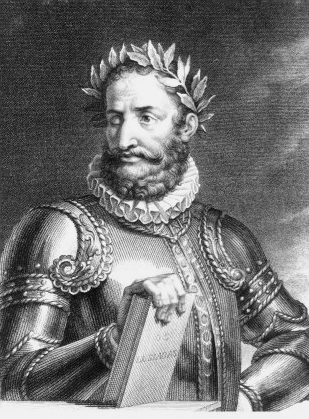
Portret door François Gérard (ca. 1800).

In 1553 reisde hij af naar Goa (India), waar hij gevangen werd gezet wegens schulden. Hij nam deel aan de slag bij de Malabarkust en aan schermutselingen langs de handelsroutes tussen Egypte en India. In november 1554 keerde de vloot terug naar Goa, waar Camões verder schreef aan zijn literaire werken, maar ook brieven schreef voor ongeletterde bemanningsleden.
Na zijn verplichte diensttijd werd hij onderofficier in Macau, een Portugese kolonie in het zuidoosten van China. Hij was verantwoordelijk voor de bezittingen van vermiste en overleden soldaten in de Oost. Hier schreef hij in een grot aan zijn heldenepos De Lusiaden. Na enige tijd werd hij beschuldigd van verdonkeremaning en hij reisde naar Goa om zich te verdedigen voor een gerechtshof. Tijdens zijn terugreis leed hij schipbreuk voor de kust van Cambodja (ter hoogte van de Mekongdelta). Hij wist zijn manuscript te redden, maar verloor zijn Chinese geliefde, Dinamene.
In 1570 keerde Camões uiteindelijk terug naar Lissabon. Twee jaar later verscheen zijn heldendicht De Lusiaden in druk. Hiermee maakte hij naam als de belangrijkste dichter van het Iberisch Schiereiland van zijn tijd. De jonge koning Sebastiaan van Portugal kende hem een klein pensioen toe van 15.000 real, maar desondanks schijnt Camões zijn laatste jaren in armoedige omstandigheden doorgebracht te hebben.
In 1578 kwam hem de verschrikkelijke nederlaag van de Slag bij Alcácer Quibir ter ore, waarbij koning Sebastiaan sneuvelde en het Portugese leger met de grond werd gelijkgemaakt. Terwijl de Castiliaanse troepen Lissabon naderden, schreef Camões aan de generaal van Lamego: "Mijn land was mij zo lief, dat ik er niet alleen in had willen sterven, maar met het land had willen sterven".

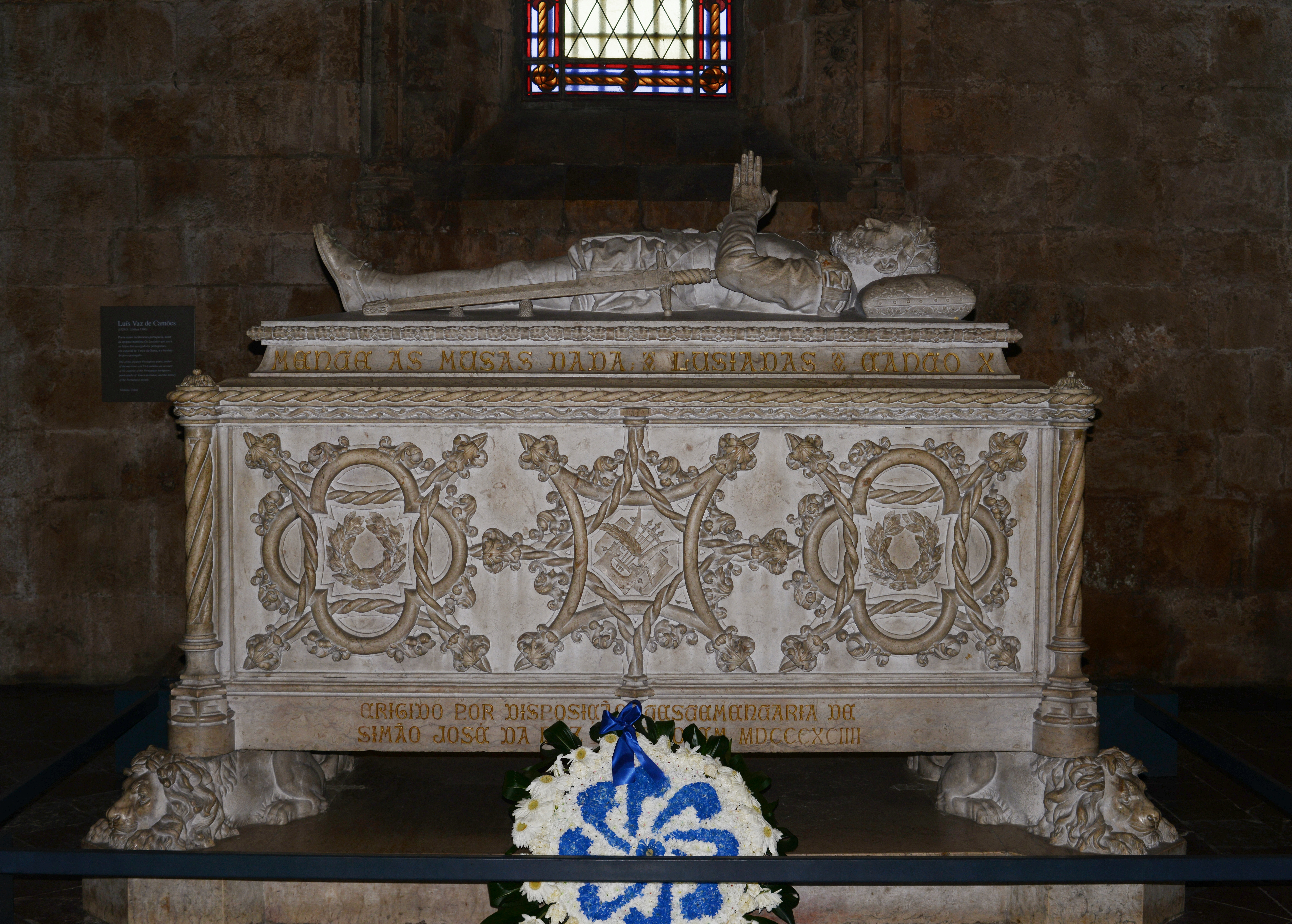
Praalgraf van Camões in het Hiëronymietenklooster (Lissabon).

Luís de Camões stierf tijdens een pestepidemie in een armenhuis in Lissabon in 1580, 56 jaar oud. Hij werd in een massagraf begraven, maar kreeg later een praalgraf in het Mosteiro dos Jerónimos, naast dat van Vasco da Gama. Zijn overblijfselen liggen hier echter niet in. Op het graf staat: 'Hier ligt Camões, prins der dichters van zijn tijd. Hij leefde arm en miserabel en zo stierf hij ook'.

## Werken
- De Lusiaden (berijmd epos, 1572)
- lyrische gedichten
- blijspelen (Anfitriões, Koning Seleuco en Filodemo)
- brieven

Onder zijn gedichten zijn herdersdichten, lofdichten, canzona's, redondilla's en sonetten te vinden.

### Nederlandse vertalingen
- Luís de Camões: De Lusiaden. (Vert. door Arie Pos) Amsterdam, Veen, 2012. ISBN 978-90-450-6467-3
- Luís Vaz de Camões: Ware voor zo lange liefde niet zo kort het leven. (Vert. door August Willemsen). Amsterdam, Arbeiderspers, 2007. ISBN 978-90-295-6527-1
- Romaanse sonnetten. (Vert. door Dolf Verspoor). Bevat onder meer: Saudades van Camões. Amsterdam, Meulenhoff, 1987. ISBN 90-290-2130-6 Eerdere drukken: Saudades van Camoëns (3e druk, Amsterdam, 1970), Saudades en andere verzen (Amsterdam, Moussault, 1961) en Saudades en andere verzen (Utrecht, Stichting De Roos, 1953).
- [Camões]: Vijf sonnetten. (Vert. door Theun de Vries. (Niet gepubliceerd; in handschr. aanw. in KB Den Haag).
- [Camões]: Ines de Castro. Treurspel. (Bewerking en vertaling door Rhijnvis Feith. Amsterdam, Johannes Allart, 1793
- Louis Camoëns: De Lusiade. Heldendicht in X zangen. (Vert. door Lamb. Stoppendaal Pzn.). Middelburg & Amsterdam, 1777

## Doorwerking

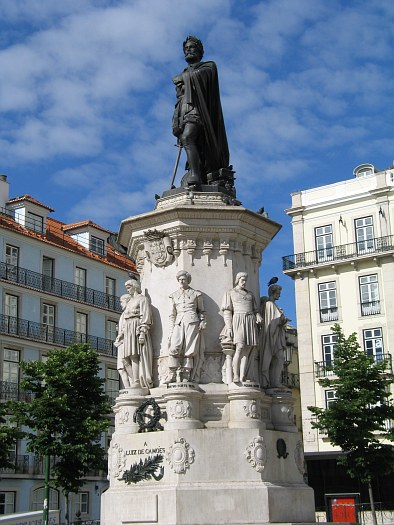
Standbeeld van Camões in Lissabon.

De belangrijkste literatuurprijs binnen het Portugese taalgebied, de Camõesprijs, is naar Luís de Camões genoemd.
Camões is een van de personages in de opera Dom Sébastien van Gaetano Donizetti.
De Nederlandse schrijver J. Slauerhoff schreef over het leven van Camões in zijn boek Het verboden rijk (1932). Ook schreef hij enkele gedichten over de Portugese dichter, zoals 'Camoës' in Al dwalend (1947).
In Macau is een museum aan Camões gewijd, het museum Luís de Camões.
In het Indiase Goa staat een bronzen standbeeld van hem in het archeologisch museum.
Een onderzeese berg in de Indische Oceaan is naar hem vernoemd.